# Homicide involontaire en droit français
Pour un article plus général, voir Homicide involontaire.
 (juin 2023).
La mise en forme du texte ne suit pas les recommandations de Wikipédia : il faut le « wikifier ».
Les points d'amélioration suivants sont les cas les plus fréquents. Le détail des points à revoir est peut-être précisé sur la page de discussion.
- Les titres sont pré-formatés par le logiciel. Ils ne sont ni en capitales, ni en gras.
- Le texte ne doit pas être écrit en capitales (les noms de famille non plus), ni en gras, ni en italique, ni en « petit »…
- Le gras n'est utilisé que pour surligner le titre de l'article dans l'introduction, une seule fois.
- L'italique est rarement utilisé : mots en langue étrangère, titres d'œuvres, noms de bateaux, etc.
- Les citations ne sont pas en italique mais en corps de texte normal. Elles sont entourées par des guillemets français : « et ».
- Les listes à puces sont à éviter, des paragraphes rédigés étant largement préférés. Les tableaux sont à réserver à la présentation de données structurées (résultats, etc.).
- Les appels de note de bas de page (petits chiffres en exposant, introduits par l'outil «  Source ») sont à placer entre la fin de phrase et le point final[comme ça].
- Les liens internes (vers d'autres articles de Wikipédia) sont à choisir avec parcimonie. Créez des liens vers des articles approfondissant le sujet. Les termes génériques sans rapport avec le sujet sont à éviter, ainsi que les répétitions de liens vers un même terme.
- Les liens externes sont à placer uniquement dans une section « Liens externes », à la fin de l'article. Ces liens sont à choisir avec parcimonie suivant les règles définies. Si un lien sert de source à l'article, son insertion dans le texte est à faire par les notes de bas de page.
- La présentation des références doit suivre les conventions bibliographiques. Il est recommandé d'utiliser les modèles {{Ouvrage}}, {{Chapitre}}, {{Article}}, {{Lien web}} et/ou {{Bibliographie}}. Le mode d'édition visuel peut mettre en forme automatiquement les références.
- Insérer une infobox (cadre d'informations à droite) n'est pas obligatoire pour parachever la mise en page.

Pour une aide détaillée, merci de consulter Aide:Wikification.
Si vous pensez que ces points ont été résolus, vous pouvez retirer ce bandeau et améliorer la mise en forme d'un autre article.
En droit pénal français, l'homicide involontaire est le fait de causer la mort de quelqu'un sans le vouloir. Ce comportement ne constitue pas un crime mais un délit pénal car la loi prend en compte l'absence de volonté de tuer la victime (homicide volontaire, meurtre ou assassinat). Il peut s'agir par exemple d'un accident de la route mortel. Un proche d'une victime d'homicide involontaire peut déposer plainte contre l'auteur des faits, même s'il est inconnu. Il peut aussi décider de ne pas porter plainte. Ce dernier cas de figure vise les cas, plusieurs fois par an voire par mois, dans lesquels un parent tue un enfant en manœuvrant dans un parking, ou laisse un enfant se noyer dans une piscine gonflable. Comme toujours le parquet peut poursuivre malgré l'absence de plainte.
L'homicide involontaire est défini par l'article 221-6, dans le cadre des atteintes involontaires à la vie : « Le fait de causer, dans les conditions et selon les distinctions prévues à l'article 121-3, par maladresse, imprudence, inattention, négligence ou manquement à une obligation de sécurité ou de prudence imposée par la loi ou le règlement, la mort d'autrui constitue un homicide involontaire ».

## Limites
Ce délit se distingue des violences ayant entraîné la mort sans intention de la donner, car l'auteur du délit n'a pas souhaité blesser la victime, le cas le plus fréquent est l'accident de la route, mais presque tous les décès en dehors des morts naturelles peuvent avoir un responsable tiers : accident du travail, accident dans une scierie, enfant laissé sans surveillance, animal dangereux laissé sans surveillance, et pour un exemple de condamnation célèbre le cas de deux alpinistes ayant entraîné la mort d'un troisième alpiniste.

## Critère
Dans un accident mortel de la route en France, un conducteur impliqué peut être inculpé pour homicide involontaire, si :
- il est responsable de l'accident ;
- il a commis une infraction ;
- il a commis un manquement manifeste à une obligation de sécurité ou de prudence[4].

Ces trois conditions sont des exemples, chacune peut entrainer des poursuites. Il n'est pas nécessaire que les trois conditions soient réunies pour qu'une poursuite soit lancée.

## Circonstances
L'alcoolisme, l'emprise de stupéfiants, l'absence de permis, le grand excès de vitesse ou le délit de fuite sont des circonstances aggravantes.
Au contraire il semblerait que l'absence de contrôle technique relèverait d'un délit de manquement délibéré à une obligation de sécurité et serait traité à part par le tribunal.

## Décriminalisation
L'homicide involontaire n'est donc pas un crime mais un délit, passible du tribunal correctionnel et puni de trois ans d'emprisonnement et de 45 000 euros d'amende. En cas de violation manifestement délibérée d'une obligation particulière de sécurité ou de prudence imposée par la loi ou le règlement, les peines encourues sont portées à cinq ans d'emprisonnement et à 75 000 € d'amende.

## Tentative
Le code pénal omet de stipuler que l'homicide involontaire pourrait avoir une tentative, dès lors au titre des articles 121-4 et suivants du code pénal même si la tentative est établie il est rigoureusement impossible de la condamner en France. Seule une re-criminalisation de ce délit permettrait de sanctionner de nouveau les tentatives. Néanmoins dans cette hypothèse de simples traces de freinage pourraient exonérer l'auteur, voire une déclaration du type : « Je me suis trompé de pédale entre le frein et l'accélérateur » qui ferait profiter le doute à l'accusé(e), bien qu'il ait l'obligation de résultat d'être toujours maitre de son véhicule.
De plus si le délit d'homicide est requalifié en « atteintes involontaires à l'intégrité de la personne prévues aux articles 222-19-1, 222-19-2, 222-20-1 et 222-20-2 », alors le tribunal n'est plus composé de 3 magistrats mais d'un seul, selon l'article 398-1 du code de procédure pénale.

## Complicité
Au contraire de la tentative qui doit être explicitement prévue au code pénal, la complicité est toujours possible en France, cependant en pratique c'est aux parties civiles d'agir car les institutions rechignent à poursuivre. Même quand elle est poursuivie les juges peuvent ignorer la complicité, ainsi en 2023 contre toute attente le tribunal correctionnel de Saint-Nazaire refuse de poursuivre un passager sobre qui a encouragé un conducteur manifestement ivre et drogué à commettre de multiples délits.

## Peines
L'homicide involontaire, tel que défini par l'article 221-6, est puni de trois ans d'emprisonnement et de 45 000 euros d'amende. L'état en 2022 de la jurisprudence française est que le fait d'écraser un enfant qui traversait sur un passage piétons est puni de cinq ans d'emprisonnement avec sursis. La peine n'est donc appliquée qu'en cas de nouvelle condamnation, même pour un délit totalement différent. De plus le permis de conduire est annulé par le tribunal sans considérer le nombre de points (habituellement pour 3 ans, mais le code pénal prévoit 5 ans). En toute logique si l'auteur perd ses derniers points il ne pourra repasser le permis avant 3 ou 5 ans. Si le magistrat oublie, les avocats de la partie civile doivent impérativement exiger que tous les permis soient annulés « pour tout véhicule » (ce qui inclura les permis pour avions, bateaux, scooters des mers, nacelles, grues, etc.). En l'état actuel du droit français un pilote de ligne qui aurait tué sur la route n'est pas systématiquement inquiété pour transporter des centaines de passagers au-dessus de centaines d'habitations.
Ces jurisprudences appliquent le maximum d'emprisonnement que permet la loi française (avec sursis), mais le minimum d'amende que permet la loi française.

### Accident de la route
Lorsqu'il est commis par un conducteur, l'homicide involontaire est puni de 5 ans d'emprisonnement et 75 000 euros d'amende. En cas de circonstance aggravante, le conducteur encourt une peine de 7 ans d'emprisonnement et 100 000 euros d'amende et de 10 ans d'emprisonnement et 150 000 euros d'amende si plusieurs circonstances aggravantes sont retenus.
Plusieurs cas sont des circonstances aggravantes :
- Le conducteur a commis une violation manifestement délibérée d'une obligation particulière de prudence ou de sécurité, autre que celles mentionnées ci-dessous

- Le conducteur a commis un délit de fuite
- Le conducteur était en état d'ivresse ou sous stupéfiants, ou a refusé de se soumettre aux contrôles à même d'établir cet état
- Le conducteur n'était pas titulaire du permis de conduire ou son permis était annulé, invalidé, suspendu ou retenu
- Le conducteur roulait à 50 km/h ou plus au dessus de la vitesse maximale autorisée.

Le conducteur qui a commis un homicide involontaire encourt également des peines complémentaires.

#### Homicide routier
En réaction à plusieurs accidents de la route largement médiatisés, la Première ministre Elisabeth Borne annonce en juillet 2023 le changement de qualification d’« homicide involontaire » en « homicide routier » pour les accidents de la route mortel commis sous l'emprise de l'alcool ou de la drogue. Cependant, ce changement reste avant tout symbolique puisque en effet les sanctions restent exactement les mêmes,. Il est approuvé par l'Assemblée en première lecture en janvier 2024.